# لودفيغ فيلهلم غيلبرت

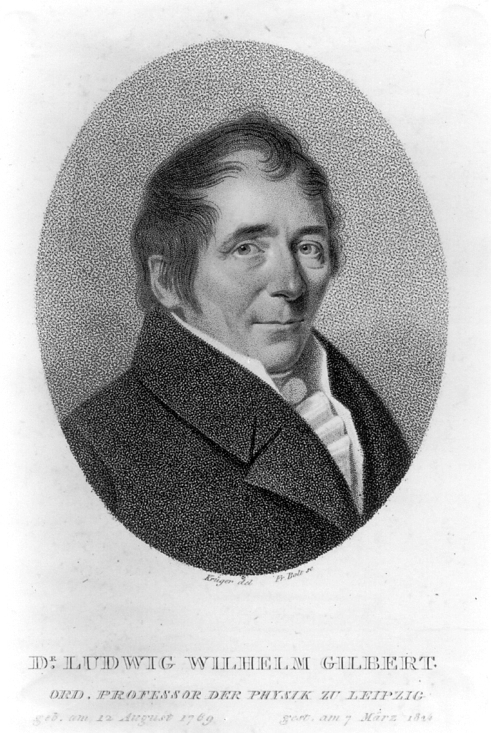
لودفيغ فيلهلم غيلبرت

لودفيغ فيلهلم غيلبرت (بالألمانية: Ludwig Wilhelm Gilbert)‏ هو عالم ألماني في مجال الفيزياء والكيمياء عاش  في الفترة ما بين 12 آب/أغسطس 1769 و 7 آذار/مارس 1824. كان بروفيسوراً للفيزياء في جامعة لايبتزغ
اشتهر غيلبرت أنه كان وراء إصدار دورية علمية اسمها Annalen der Physik سَنَويّات الفيزياء من سنة 1799 إلى 1824؛ إلى أن أتى يوهان كريستيان بوغندورف Johann Christian Poggendorff وقام بتغيير الاسم إلى Annalen der Physik und Chemie سنويّات الفيزياء والكيمياء ليستمر النشر تحته.